# Fides et Ratio
Fides et Ratio (en español: Fe y Razón) es una carta encíclica publicada por el papa Juan Pablo II el 14 de septiembre de 1998. Trata sobre las relaciones entre fe y razón. 

## Estructura
- Preámbulo
- Introducción (Conócete a ti mismo)
- Capítulo I: La revelación de la sabiduría de Dios
  - Jesús revela al Padre
  - La razón ante el misterio
- Capítulo II: Credo ut intellegam
  - "La sabiduría todo lo sabe y entiende" (Sb 9,11)
  - "Adquiere la sabiduría, adquiere la inteligencia" (Pr 4,5)
- Capítulo III: Intellego ut credam
  - Caminando en busca de la verdad
  - Diversas facetas de la verdad en el hombre
- Capítulo IV: Relación entre la fe y la razón
  - Etapas más significativas en el encuentro entre la fe y la razón
  - Novedad perenne del pensamiento de santo Tomás de Aquino
  - El drama de la separación entre fe y razón
- Capítulo V: Intervenciones del magisterio en cuestiones filosóficas
  - El discernimiento del Magisterio como diaconía de la verdad
  - El interés de la Iglesia por la filosofía
- Capítulo VI: Interacción entre teología y filosofía
  - La ciencia de la fe y las exigencias de la razón filosófica
  - Diferentes estados de la filosofía
- Capítulo VII: Exigencias y cometidos actuales
  - Exigencias irrenunciables de la palabra de Dios
  - Cometidos actuales de la teología

● Conclusión

## Resumen
Fides et ratio fue la primera encíclica desde la Aeterni Patris de 1879 del Papa León XIII en abordar la relación entre fe y razón.
La encíclica postula que fe y razón no solo son compatibles, sino esenciales juntas. Comienza con "La fe y la razón son como dos alas sobre las que el espíritu humano se eleva a la contemplación de la verdad"; La fe sin razón, argumenta, conduce a la superstición. La razón sin fe, argumenta, conduce al nihilismo y al relativismo. El Papa escribe:
A través del trabajo de la filosofía, la capacidad de especular propia del intelecto humano produce un modo de pensamiento riguroso; y luego, a su vez, a través de la coherencia lógica de las afirmaciones realizadas y la unidad orgánica de su contenido, produce un cuerpo sistemático de conocimiento ... ha traído consigo la tentación de identificar una sola corriente con la totalidad de la filosofía. En tales casos, se trata claramente de un "orgullo filosófico" que busca presentar su propia visión parcial e imperfecta como la lectura completa de toda la realidad
● Aunque la razón crea un "cuerpo sistemático de conocimiento", afirma el Papa, su integridad es ilusoria:
Sin embargo, los resultados positivos alcanzados no deben ocultar el hecho de que la razón, en su preocupación unilateral por investigar la subjetividad humana, parece haber olvidado que los hombres y las mujeres están siempre llamados a orientar sus pasos hacia una verdad que los trasciende. Separados de esa verdad, los individuos quedan a merced del capricho, y su estado de persona acaba siendo juzgado por criterios pragmáticos basados fundamentalmente en datos experimentales, en la creencia errónea de que la tecnología debe dominar todo. Ha ocurrido entonces que la razón, más que enunciar la orientación humana hacia la verdad, se ha marchitado bajo el peso de tanto conocimiento y poco a poco ha ido perdiendo la capacidad de levantar la mirada a las alturas, sin atreverse a elevarse a la verdad del ser. Abandonando la investigación del ser, la investigación filosófica moderna se ha concentrado en cambio en el conocimiento humano. En lugar de hacer uso de la capacidad humana para conocer la verdad, la filosofía moderna ha preferido acentuar las formas en que esta capacidad es limitada y condicionada.
● Sin una base en la verdad espiritual, continúa, la razón tiene:
5 ... dado lugar a diferentes formas de agnosticismo y relativismo que han llevado a la investigación filosófica a perderse en las arenas movedizas del escepticismo generalizado. Los últimos tiempos han visto el ascenso a la prominencia de varias doctrinas que tienden a devaluar incluso las verdades que habían sido juzgadas como ciertas. Una legítima pluralidad de posiciones ha cedido a un pluralismo indiferenciado, basado en el supuesto de que todas las posiciones son igualmente válidas, que es uno de los síntomas más extendidos en la actualidad de la falta de confianza en la verdad. Incluso ciertas concepciones de la vida provenientes de Oriente delatan esta desconfianza, negando a la verdad su carácter exclusivo y asumiendo que la verdad se revela igualmente en diferentes doctrinas, aunque se contradigan entre sí. En este entendimiento, todo se reduce a opinión; y hay una sensación de estar a la deriva. Si bien, por un lado, el pensamiento filosófico ha logrado acercarse a la realidad de la vida humana y sus formas de expresión, también ha tendido a perseguir cuestiones —existenciales, hermenéuticas o lingüísticas— que ignoran la cuestión radical de la verdad sobre las personas. existencia, sobre el ser y sobre Dios. De ahí que entre los hombres y mujeres de nuestro tiempo, y no solo en algunos filósofos, se observen actitudes de desconfianza generalizada en la gran capacidad de conocimiento del ser humano. Con una falsa modestia, la gente se contenta con verdades parciales y provisionales, sin buscar más preguntas radicales sobre el sentido y fundamento último de la existencia humana, personal y social. En resumen, la esperanza de que la filosofía pueda dar respuestas definitivas a estas preguntas ha disminuido.
● Sobre los roles de la filosofía y la teología especulativa manifestados por Agustín: 
El obispo de Hipona logró producir la primera gran síntesis de filosofía y teología, abarcando corrientes de pensamiento tanto griego como latino. También en él la gran unidad del conocimiento, basada en el pensamiento de la Biblia, fue confirmada y sostenida por una profundidad de pensamiento especulativo. La síntesis ideada por san Agustín fue durante siglos la forma más exaltada de especulación filosófica y teológica conocida en Occidente. Reforzado por su historia personal y sostenido por una maravillosa santidad de vida, también pudo introducir en sus obras un abanico de materiales que, a partir de la experiencia, fue el preludio de futuros desarrollos en diferentes corrientes filosóficas. 
● Sobre los giros equivocados de la filosofía moderna y el deber del magisterio: 
La Iglesia no tiene filosofía propia ni canoniza una filosofía en particular con preferencia a otras ... Sin embargo, la historia muestra que la filosofía, especialmente la filosofía moderna, ha tomado giros equivocados y ha caído en el error. No es tarea ni competencia del Magisterio intervenir para subsanar las lagunas del deficiente discurso filosófico. Más bien, es deber del Magisterio responder de manera clara y contundente cuando las opiniones filosóficas controvertidas amenacen la correcta comprensión de lo revelado, y cuando las teorías falsas y parciales que siembran la semilla del error grave, confunden la fe pura y simple del Pueblo de Dios. , comienzan a extenderse más ampliamente. Por tanto, a la luz de la fe, el Magisterio de la Iglesia puede y debe ejercer con autoridad un discernimiento crítico de opiniones y filosofías que contradicen la doctrina cristiana. Es tarea del Magisterio, en primer lugar, indicar qué presupuestos y conclusiones filosóficas son incompatibles con la verdad revelada, articulando así las exigencias que el punto de vista de la fe hace a la filosofía. En suma, el Papa "hace este fuerte e insistente llamamiento" para que "la fe y la filosofía recuperen la unidad profunda que les permite estar en armonía con su naturaleza sin comprometer su autonomía mutua. La parresía de la fe debe ir acompañada de la audacia de la razón". 